# Loena 1968A
Loena E-6LS No.112, die van de NASA de naam Loena 1968A kreeg, was een ruimteschip van de Sovjet-Unie dat in 1968 tijdens de lancering verloren ging.
De sonde woog 1700 kg en was een Loena-E6LS, de tweede van totaal drie die er ooit gelanceerd zijn.
De bedoeling van het ruimteschip was dat het in een baan rond de maan zou komen om de Maan te bestuderen, en techniek zou uitproberen voor toekomstige bemande maanvluchten.
Loena 1968A (=E-6LS No.112) werd 7-2-1968 om 10:43:54 gelanceerd op een Molniya-M 8K78M draagraket met als bovenste trap een [Blok 1], vertrekkend vanaf de plek waarvandaan Gagarin ooit vertrok, site 1/5 op het Kosmodroom Bajkonoer.
Tijdens de ontbranding van de derde trap bleef een brandstof-inlaatklep hangen, waardoor meer brandstof werd verbruikt dan gangbaar en de bedoeling was.
De raketbrandstof was 524,6 seconden na de lancering verbruikt, waardoor het scheepje niet in een baan om de Aarde kon komen. NASA had tevoren, al voor de officiële bekendmaking, laten weten dat het de bedoeling was geweest het ruimtevaartuig in een baan om de Maan te brengen en dat het identiek was aan de latere Loena 14.